# ケープハゲワシ
ケープハゲワシ（Gyps coprotheres）は、タカ目タカ科シロエリハゲワシ属に分類される鳥類。ケープシロエリハゲワシとも呼ばれる。

## 分布
ジンバブエ南部、スワジランド、ナミビアの一部、ボツワナ南東部、南アフリカ共和国、モザンビーク南西部

## 形態
全長100-120cm。翼開張260cm。体重7-11kg。背中は淡褐色、腹部が白い羽毛で被われる。頸部基部は襟巻き状の白い羽毛で被われる。尾羽の色彩は濃褐色。雨覆の色彩は淡褐色で、羽毛の外縁（羽縁）は暗褐色。風切羽の色彩は濃褐色。
頭部や頸部は綿羽でまばらに被われ、青みがかった皮膚が露出する。嘴の色彩は黒い。
卵は灰白色の殻で覆われる。雛は白い綿羽で被われる。幼鳥は頭部や頸部がピンク色で、虹彩が褐色。

## 生態

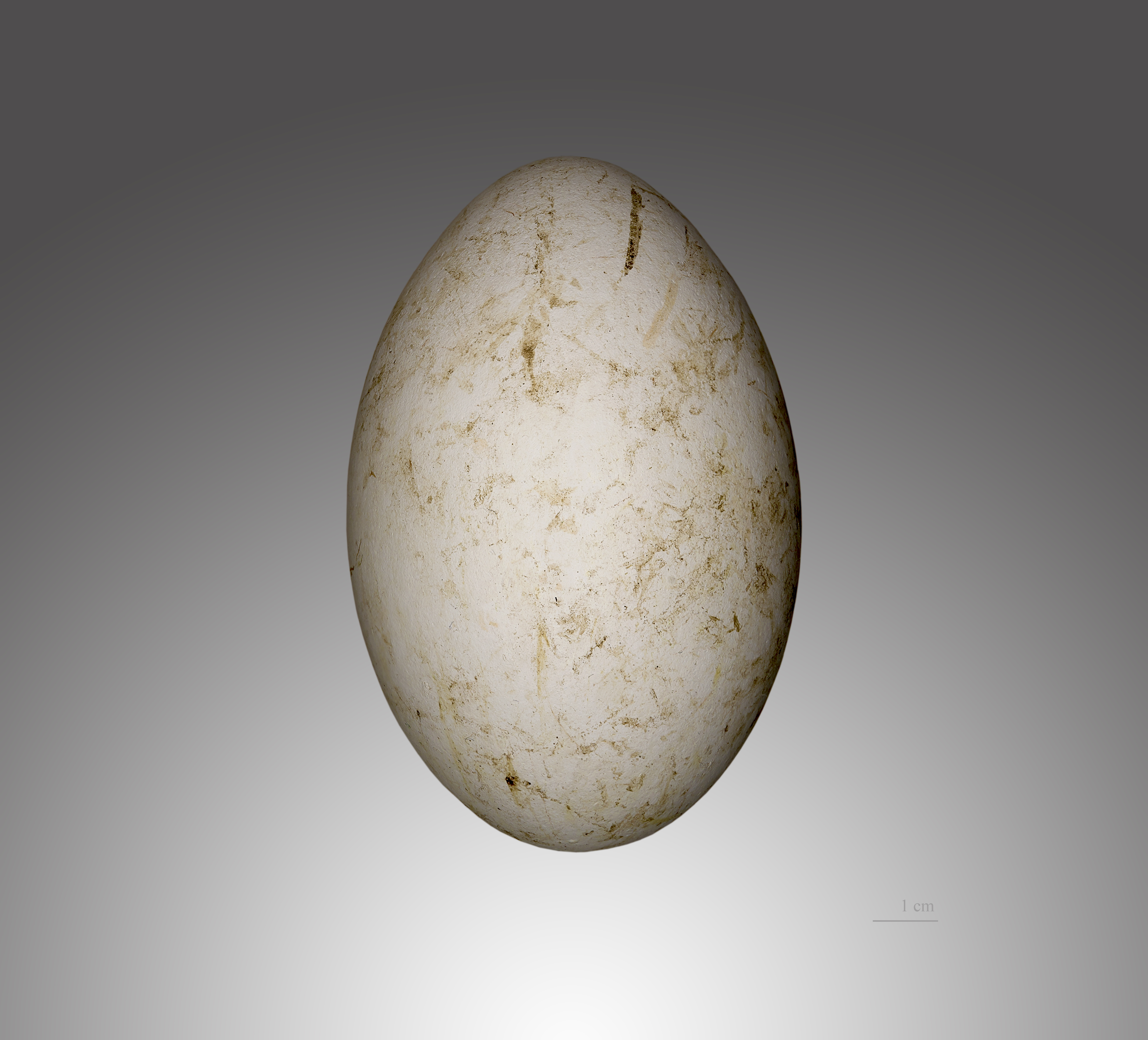
Gyps coprotheres

サバンナやステップなどに生息する。不安定な群れを形成し生活する。
食性は腐肉食で、大型動物の死骸を食べる。
砂岩や珪岩からなる断崖に木の枝を組み合わせて産座に草を敷いた巣を作り、1回に1個の卵を産む。営巣場所が限られるため数百ペアからなる大規模な集団繁殖地（コロニー）を形成する事もあり、同じ営巣場所が数世代に渡って用いられることもある。雌雄交代で抱卵し、抱卵期間は約8週間。雛は孵化してから約5か月で巣立つ。生後4-6年で性成熟する。

## 人間との関係
生息地では薬用とされることもある。
放牧している家畜を襲うと誤解され、害鳥とみなされることもある。
肉食動物の減少や家畜の死骸処分（焼却や埋葬）による獲物の減少、害鳥としての駆除（別の動物の駆除用に置かれた毒餌による中毒死含む）、薬用の捕獲、交通事故、送電線による感電死、人間の侵入による繁殖の妨害などにより生息数は減少しており、繁殖地の監視や給餌などの対策が行われている。1999年における生息数は約4,000ペアと推定されている。